# Borna Sosa
Borna Sosa (Zágráb, 1998. január 21. –) világbajnoki bronzérmes horvát válogatott labdarúgó, a Torino játékosa kölcsönben az Ajax csapatától.

## Pályafutása
A Dinamo Zagreb saját nevelésű játékosa. 2015. március 7-én mutatkozott be az első csapatban az NK Zagreb ellen 2–0-ra megnyert mérkőzésen, kezdőként végig a pályán volt. 2018. május 14-én öt éves szerződést írt alá a német VfB Stuttgart csapatával. 2020. november 27-én meghosszabbították 2025 nyaráig. 2023. szeptember 1-jén a holland Ajax szerződtette. 2024. augusztus 17-én kölcsönbe került az olasz Torino csapatához vételi opcióval.
A horvát U17-es labdarúgó-válogatott tagjaként részt vett a 2015-ös U17-es labdarúgó-Európa-bajnokságon és a 2015-ös U17-es labdarúgó-világbajnokságon. 2018 májusában bekerült a 32 fős keretbe akik közül kiválasztják a 2018-as labdarúgó-világbajnokságra utazó 23 fős keretet, de a szűkítés során már kimaradt. 2024. május 20-án bekerült Zlatko Dalić szövetségi kapitány a 2024-es labdarúgó-Európa-bajnokságra készülő 26 fős keretébe.

## Statisztika

### Klubcsapatokban
2021. február 13-i állapotnak megfelelően.
| Klub          | Szezon   | Bajnokság | Bajnokság | Kupa  | Kupa  | Nemzetközi | Nemzetközi | Egyéb | Egyéb | Összesen | Összesen |
| Klub          | Szezon   | Mérk.     | Gólok     | Mérk. | Gólok | Mérk.      | Gólok      | Mérk. | Gólok | Mérk.    | Gólok    |
| ------------- | -------- | --------- | --------- | ----- | ----- | ---------- | ---------- | ----- | ----- | -------- | -------- |
| Dinamo Zagreb | 2014–15  | 1         | 0         | 0     | 0     | 0          | 0          | —     | —     | 1        | 0        |
| Dinamo Zagreb | 2015–16  | 2         | 0         | 1     | 0     | 0          | 0          | —     | —     | 3        | 0        |
| Dinamo Zagreb | 2016–17  | 8         | 0         | 3     | 0     | 3          | 0          | —     | —     | 14       | 0        |
| Dinamo Zagreb | 2017–18  | 21        | 0         | 2     | 0     | 0          | 0          | —     | —     | 23       | 0        |
| Dinamo Zagreb | Összesen | 32        | 0         | 6     | 0     | 3          | 0          | 0     | 0     | 41       | 0        |
| VfB Stuttgart | 2018–19  | 12        | 0         | 0     | 0     | —          | —          | —     | —     | 12       | 0        |
| VfB Stuttgart | 2019–20  | 12        | 1         | 1     | 0     | —          | —          | —     | —     | 13       | 1        |
| VfB Stuttgart | 2020–21  | 16        | 0         | 2     | 0     | —          | —          | —     | —     | 18       | 0        |
| VfB Stuttgart | Összesen | 40        | 1         | 3     | 0     | 0          | 0          | 0     | 0     | 43       | 1        |
| Összesen      | Összesen | 72        | 1         | 9     | 0     | 3          | 0          | 0     | 0     | 84       | 1        |

### A válogatottban
2024. március 26-i állapot szerint.
| Válogatott   | Szezon   | Mérkőzés | Gól |
| ------------ | -------- | -------- | --- |
| Horvátország | 2021     | 5        | 0   |
| Horvátország | 2022     | 8        | 1   |
| Horvátország | 2023     | 5        | 0   |
| Horvátország | 2024     | 1        | 0   |
| Összesen     | Összesen | 19       | 1   |

## Sikerei, díjai
- Dinamo Zagreb
  - Horvát bajnok: 2014–15, 2015–16, 2017–18
  - Horvát kupa: 2014–15, 2015–16, 2016–17, 2017–18